# Xanthocalanus propinquus
Xanthocalanus propinquus är en kräftdjursart som beskrevs av Georg Ossian Sars 1902. Xanthocalanus propinquus ingår i släktet Xanthocalanus och familjen Phaennidae. Inga underarter finns listade i Catalogue of Life.